# Mont Alverstone
El Mont Alverstone o Boundary Peak 180 és un gran cim de les muntanyes Saint Elias que s'eleva fins als 4.420 msnm. El cim es troba a la frontera entre Alaska i el Yukon, compartint massís amb el mont Hubbard, situat més al sud, i el mont Kennedy, situat a l'est. El cim del mont Alverstone marca un brusc gir a la frontera entre Alaska i el Canadà; la frontera es dirigeix cap al sud des d'aquest punt, cap a l'Alaska panhandle i a l'oest, cap al Mont Saint Elias.
La muntanya va ser batejada el 1908 en record de Lord Richard Everard Webster Alverstone, president del Tribunal Suprem d'Anglaterra entre 1900 i 1913 i Comissionat de Límits el 1903. Va servir en diverses comissions d'arbitratge incloent la controvèrsia de pesca del mar de Bering i en la disputa de la frontera d'Alaska de 1903 el seu vot fou decisiu en contra les reclamacions canadenques.
La primera ascensió del mont Alverstone va tenir lloc el 1951 per un grup encapçalat per Walter Wood, durant una expedició en què també van fer la primera ascensió al mont mont Hubbard.